# 잭 레이턴
존 길버트 "잭" 레이턴(John Gilbert "Jack" Layton, 1950년 7월 18일~2011년 8월 23일)은 사회적 민주주의성향의 캐나다의 정치인이며, 2003년이래로 캐나다 신민당의 당수를 맡아왔다. 그는 토론토 시 의원회를 맡기도 하였다. 2004년 6월 28일 그는 토론토-댄포스지역구에서 캐나다 하원의원으로 당선되었다. 동료 의원인 올리비아 차우와 결혼했다.
그는 진보보수당 장관의 아들이었으며, 허드슨에서 성장했다.
그의 지도하에 신민당은 지지도를 높여가고 있으며, 2004년 캐나다 총선이후로 이는 2배로 상승했다.

## 역대 선거 결과
| 선거명      | 직책명                          | 대수 | 정당     | 득표율 | 득표수   | 결과 | 당락                        |
| ----------- | ------------------------------- | ---- | -------- | ------ | -------- | ---- | --------------------------- |
| 2004년 선거 | 하원의원 (토론토-댄포스 선거구) | 38대 | 신민주당 | 46.34% | 22,198표 | 1위  | 토론토-댄포스 하원의원 당선 |
| 2006년 선거 | 하원의원 (토론토-댄포스 선거구) | 39대 | 신민주당 | 48.42% | 24,412표 | 1위  | 토론토-댄포스 하원의원 당선 |
| 2008년 선거 | 하원의원 (토론토-댄포스 선거구) | 40대 | 신민주당 | 44.78% | 20,323표 | 1위  | 토론토-댄포스 하원의원 당선 |
| 2011년 선거 | 하원의원 (토론토-댄포스 선거구) | 41대 | 신민주당 | 60.80% | 29,235표 | 1위  | 토론토-댄포스 하원의원 당선 |